# Saison 2019 de l'équipe cycliste Gazprom-RusVelo
La saison 2019 de l'équipe cycliste Gazprom-RusVelo est la huitième de cette équipe.

## Préparation de la saison 2019

### Sponsors et financement de l'équipe
Gazprom-Rusvelo est équipée par les cycles Colnago depuis 2013.

### Arrivées et départs
Six coureurs de l'effectif de 2018 ne sont pas conservés par l'équipe et sont remplacés par huit recrues. Ce renouvellement marque la volonté de rajeunissement de l'équipe : les partants sont des trentenaires expérimentés tandis qu'aucun des coureurs engagés n'a plus de 28 ans. Parmi ces derniers, Alexander Evtushenko et Anton Vorobyev ont déjà couru pour Gazprom-Rusvelo par le passé.
| Arrivées             | Équipe 2018                    |
| -------------------- | ------------------------------ |
| Alexander Evtushenko | Lokosphinx                     |
| Vladislav Kulikov    | Moscow                         |
| Alexandr Kulikovskiy | Gazprom-RusVelo U23            |
| Alexey Kurbatov      | MGFSO                          |
| Denis Nekrasov       | Marathon-Tula                  |
| Petr Rikunov         | Caja Rural-Seguros RGA amateur |
| Mamyr Stash          | Lokosphinx                     |
| Anton Vorobyev       | Moscow Region                  |

| Départs             | Équipe 2019 |
| ------------------- | ----------- |
| Sergey Firsanov     |             |
| Alexander Foliforov |             |
| Dmitry Kozontchuk   |             |
| Sergueï Lagoutine   |             |
| Roman Maikin        | Minsk CC    |
| Nikolay Trusov      |             |

## Déroulement de la saison
L'équipe commence sa saison le 6 février, à l'Étoile de Bessèges et au Tour de la Communauté valencienne.

## Coureurs et encadrement technique

### Effectif
L'effectif de Gazprom-RusVelo compte vingt coureurs.
| Cycliste             | Date de naissance | Nationalité | Équipe 2018                                        |  |
| -------------------- | ----------------- | ----------- | -------------------------------------------------- |  |
| Ildar Arslanov       | 6 avril 1994      | Russie      | Gazprom-RusVelo                                    |  |
| Igor Boev            | 22 novembre 1989  | Russie      | Gazprom-RusVelo                                    |  |
| Nikolay Cherkasov    | 26 septembre 1996 | Russie      | Gazprom-RusVelo                                    |  |
| Alexander Evtushenko | 30 juin 1993      | Russie      | Lokosphinx                                         |  |
| Evgeny Kobernyak     | 24 janvier 1995   | Russie      | Gazprom-RusVelo                                    |  |
| Vladislav Kulikov    | 8 juillet 1996    | Russie      | Gazprom-RusVelo (stagiaire)                        |  |
| Alexandr Kulikovskiy | 2 janvier 1997    | Russie      | Gazprom-RusVelo (stagiaire)                        |  |
| Alexey Kurbatov      | 9 mai 1994        | Russie      | MGFSO                                              |  |
| Stepan Kurianov      | 7 décembre 1996   | Russie      | Gazprom-RusVelo                                    |  |
| Denis Nekrasov       | 19 janvier 1997   | Russie      | Gazprom-RusVelo (stagiaire)                        |  |
| Artem Nych           | 21 mars 1995      | Russie      | Gazprom-RusVelo                                    |  |
| Alexander Porsev     | 21 février 1986   | Russie      | Gazprom-RusVelo                                    |  |
| Petr Rikunov         | 24 février 1997   | Russie      | Néo-professionnel (Caja Rural-Seguros RGA amateur) |  |
| Ivan Rovny           | 30 septembre 1987 | Russie      | Gazprom-RusVelo                                    |  |
| Alexey Rybalkin      | 16 novembre 1993  | Russie      | Gazprom-RusVelo                                    |  |
| Evgeny Shalunov      | 8 janvier 1992    | Russie      | Gazprom-RusVelo                                    |  |
| Sergey Shilov        | 6 février 1988    | Russie      | Gazprom-RusVelo                                    |  |
| Mamyr Stash          | 4 mai 1993        | Russie      | Lokosphinx                                         |  |
| Alexander Vlasov     | 23 avril 1996     | Russie      | Gazprom-RusVelo                                    |  |
| Anton Vorobyev       | 12 octobre 1990   | Russie      | Moscow Region                                      |  |

### Encadrement
L'équipe Gazprom-Rusvelo est dirigée par Renat Khamidulin. Trois nouveaux directeurs sportifs viennent renforcer l'encadrement de l'équipe cette saison 2019 : Denis Menchov, Evgueni Petrov et Andrey Solomennikov. Ce dernier était coureur de l'équipe jusqu'en 2017. Ils rejoignent Alexei Markov, Alexander Serov et Michele Devoti. Ce dernier a déjà travaillé pour Gazprom-RusVelo en 2016.

## Bilan de la saison

### Résultats sur les courses majeures
Les tableaux suivants représentent les résultats de l'équipe dans les principales courses du calendrier international dans lesquelles l'équipe bénéficie d'une invitation (les cinq classiques majeures et les trois grands tours). Pour chaque épreuve est indiqué le meilleur coureur de l'équipe, son classement ainsi que les accessits glanés par Gazprom-RusVelo sur les courses de trois semaines.

#### Classiques
| Classique            | Milan-San Remo | Tour des Flandres | Paris-Roubaix | Liège-Bastogne-Liège | Tour de Lombardie |
| -------------------- | -------------- | ----------------- | ------------- | -------------------- | ----------------- |
| Coureur (classement) |                |                   |               |                      |                   |

#### Grands tours
| Grand tour           | Tour d'Italie | Tour de France | Tour d'Espagne |
| -------------------- | ------------- | -------------- | -------------- |
| Coureur (classement) |               | Non invitée    |                |
| Accessits            | -             | -              | -              |